# Mbabane Swallows Football Club
Le Mbabane Swallows est un club eswatinien de football basé à Mbabané.

## Palmarès
- Championnat d'Eswatini de football (8)
  - Champion : 1993, 2005, 2009, 2012, 2013, 2017, 2018 et 2024
  - Vice-champion : 2010, 2014, 2015

- Coupe d'Eswatini de football (4)
  - Vainqueur : 1986, 2006, 2013, 2016
  - Finaliste : 1969, 2001